# Marcus Rashford
Marcus Rashford (sinh ngày 31 tháng 10 năm 1997) là một cầu thủ bóng đá chuyên nghiệp người Anh hiện đang thi đấu ở vị trí tiền đạo cho câu lạc bộ La Liga Barcelona dưới dạng cho mượn từ câu lạc bộ Premier League Manchester United và đội tuyển bóng đá quốc gia Anh.
Rashford là cầu thủ Manchester United từ khi mới chỉ 17 tuổi, anh ghi bàn trong trận ra mắt câu lạc bộ và trận đấu đầu tiên tại Premier League vào tháng 2 năm 2016. Anh cũng ghi bàn trong trận derby Manchester đầu tiên của mình. Rashford còn lập công trong trận ra mắt đội tuyển Anh vào tháng 5 năm 2016, trở thành cầu thủ người Anh trẻ nhất ghi bàn trong trận đấu quốc tế đầu tiên của anh. Chính nhờ những thành tích trên nên anh được lựa chọn để tham dự UEFA Euro 2016 tại Pháp, FIFA World Cup 2018 tại Nga, UEFA Euro 2020 tại các nước châu Âu và FIFA World Cup 2022 tại Qatar.
Marcus Rashford cũng là một ngôi sao thể thao tích cực trong các hoạt động từ thiện vì cộng đồng, cụ thể là chống đói nghèo cho trẻ em và người vô gia cư. Những sự đóng góp vì cộng đồng của anh đã được ghi nhận bằng việc Đại học Manchester trao tặng bằng tiến sĩ danh dự, và huân chương MBE của Nữ hoàng Anh trao tặng.

## Đầu đời
Rashford sinh ngày 31 tháng 10 năm 1997 tại Manchester và lớn lên ở các khu vực Fallowfield, Withington và Wythenshawe của thành phố. Anh là người gốc Kittiti, với bà của anh ấy được sinh ra trên đảo Saint Kitts ở Tây Ấn. Rashford xuất thân trong một gia đình thuộc tầng lớp lao động; Mẹ của anh là Melanie Maynard, một người mẹ đơn thân thường phải làm nhiều công việc để nuôi gia đình, đôi khi cô tự bỏ bữa để đảm bảo cho Rashford và các anh chị em của mình ăn. Anh có bốn anh chị em; hai anh trai, Dwaine Maynard và Dane Rashford, cả hai đều đã tiếp tục đại diện cho anh ta một cách chuyên nghiệp, và hai chị gái, Chantelle và Claire. Anh ấy là em họ của cầu thủ bóng đá đồng hương Lois Maynard, người hiện đang chơi ở vị trí tiền vệ cho Stockport County. Rashford theo học Trường Ashton-on-Mersey, nơi United đã gửi các cầu thủ học viện của họ từ năm 1998, gần sân tập Carrington của họ;  anh theo học để lấy Chứng chỉ Quốc gia về Thể thao của Hội đồng Giáo dục Công nghệ và Kinh doanh (BTEC).

## Sự nghiệp câu lạc bộ

### Sự nghiệp ban đầu
Rashford bắt đầu chơi bóng đá cho Fletcher Moss Rangers khi mới 5 tuổi, khởi đầu là một thủ môn, và coi cựu thủ môn của United, Tim Howard là thần tượng thủ môn của mình. Dave Horrocks, quan chức phát triển học viện Fletcher Ross Rangers, nhớ lại rằng Rashford ở một "đẳng cấp khác" so với những cậu bé khác, đóng vai trò quan trọng khi đội giành chiến thắng trong một giải đấu với 15 tuyển trạch viên từ các câu lạc bộ khác nhau theo dõi.
Anh ấy đã dành một tuần tập luyện với Manchester City trước khi gia nhập hệ thống học viện tại Manchester United khi mới 7 tuổi, trong bối cảnh được Everton và Liverpool quan tâm. Anh ấy ghi nhận những người anh em của mình đã giúp anh ấy quyết định gia nhập United. Cựu huấn luyện viên đội trẻ của United, Paul McGuinness nhanh chóng nhìn thấy tiềm năng của Rashford do thể lực của anh ấy cả trong và ngoài trái bóng, nhưng trong những năm đầu ở câu lạc bộ, anh ấy thường xuyên phải bỏ lỡ buổi tập vì anh ấy cảm thấy khó khăn để tiếp cận. đào tạo do mẹ và các anh trai của anh ấy làm việc, và cuối cùng nhận được sự hỗ trợ từ các huấn luyện viên trẻ Dave Bushell, Eamon Mulvey, vàTony Whelan, người đã giúp tìm tài xế cho Rashford đến sân tập. Khi 11 tuổi, anh trở thành cầu thủ trẻ nhất từng được chọn vào chương trình Học bổng Học sinh Manchester United, thường dành cho các cầu thủ 12 tuổi trở lên. Anh ấy đã nhanh nhẹn và bắt đầu chơi bóng với Paul Pogba, Jesse Lingard và Ravel Morrison, giúp nâng cao trình độ kỹ năng khi chơi với các cầu thủ hơn anh bốn tuổi.
Năm 2012, anh là một phần của đội Manchester United dưới 15 tuổi, đội đứng thứ hai trong giải đấu Marveld thường niên lần thứ 23. Năm 2014, The Guardian vinh danh anh ấy là triển vọng tốt nhất của Manchester United trong Thế hệ tiếp theo 2014, nói rằng "phong cách bóng đá tổng lực mang lại cho anh ấy cơ hội tốt để đi hết chặng đường". Rashford tập luyện với đội một của United lần đầu tiên ở tuổi 16 dưới sự quản lý của David Moyes trong mùa giải 2013–14, và mô tả buổi tập là "vô giá" đối với bản thân anh và các cầu thủ khác của học viện United; anh ấy bắt đầu tập luyện với đội một thường xuyên hơn, và được các huấn luyện viên coi là "cầu thủ cao".
Vào năm 2015, huấn luyện viên đội U-19 United, Nicky Butt đã ca ngợi màn trình diễn của Rashford cho đội trong một trận đấu vòng bảng của UEFA Youth League. Sự gia nhập của anh ấy trong đội bắt đầu sau chấn thương của Demetri Mitchell, và anh ấy đã tận dụng cơ hội của mình bằng cách ghi sáu bàn sau 11 trận ở Premier League dành cho đội U-18, cũng như ba bàn ở Youth League. Anh ấy được Butt trao băng đội trưởng của đội, người đã ca ngợi anh ấy như một nhà lãnh đạo.  Rashford lần đầu tiên được Louis van Gaal điền tên trên băng ghế dự bị vào ngày 21 tháng 11 trong trận đấu với Watford ở Premier League, mà Manchester United đã thắng 2-1. Anh ấy nhận số áo đội là 39, do Van Gaal khăng khăng rằng các tiền đạo mặc số đội có số chín. Tuần tiếp theo trong trận gặp Leicester City, anh một lần nữa được điền tên vào băng ghế dự bị, nhưng một lần nữa không được sử dụng trong trận hòa 1-1. Vào tháng 2 năm 2016, Rashford được cho mượn từ câu lạc bộ League One Crewe Alexandra, nhưng vụ chuyển nhượng tạm thời đã bị từ chối bởi người quản lý đội dự bị Warren Joyce. Đồng đội cũ Sean Goss mô tả Rashford đã gây ấn tượng như thế nào trong các buổi tập của đội một trong khi câu lạc bộ đang gặp khủng hoảng chấn thương, mặc dù là một trong những cầu thủ trẻ được gọi lên tập huấn.

#### Mùa giải 2015–16: Ra mắt

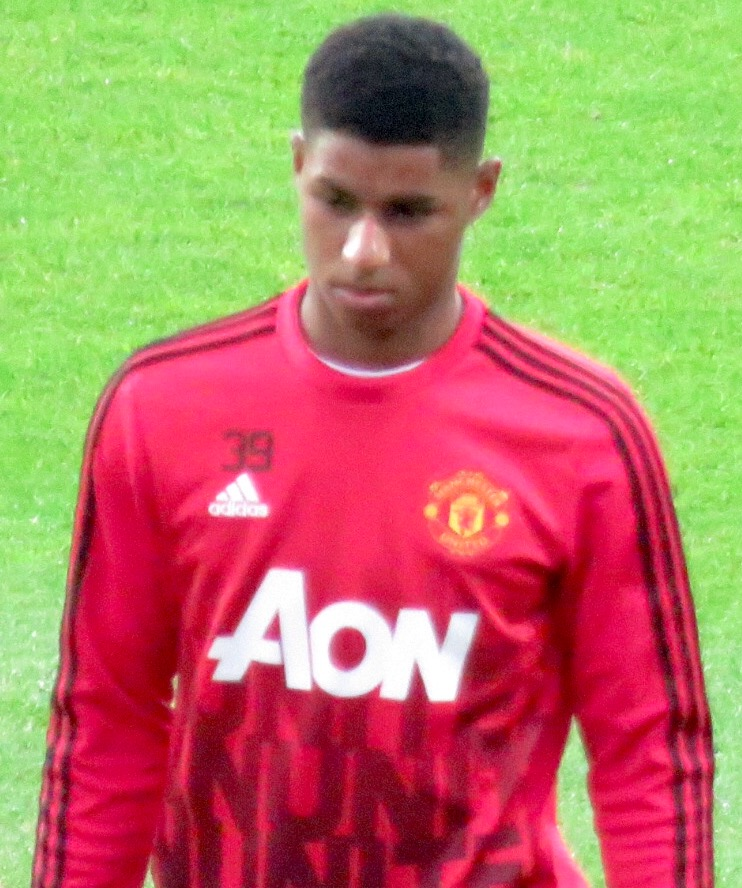
Rashford khởi động cho Manchester United năm 2016.

Rashford được đăng ký làm dự bị vào ngày 21 tháng 11 năm 2015 trong trận thắng 2-1 trước Watford ở Giải bóng đá Ngoại hạng Anh. Rashford có trận đấu chính thức cho Manchester United vào ngày 25 tháng 2 năm 2016 trong trận thắng 5–1 trước Midtjylland ở trận lượt về vòng 1/16 UEFA Europa League. Rashford được đăng ký thi đấu thay cho Anthony Martial bị chấn thương trong lúc khởi động tuy nhiên anh đã lập được một cú đúp ở hiệp hai. Với cú đúp vào lưới FC Midtjylland, Marcus Rashford (18 tuổi 117 ngày) đã phá kỷ lục chân sút trẻ tuổi nhất ghi bàn cho Man United ở mọi đấu trường châu Âu. Trước đó, kỷ lục này do huyền thoại George Best (18 tuổi 158 ngày) thiết lập và đã tồn tại ở Old Trafford trong suốt 51 năm.
Rashford có trận ra mắt Premier League 3 ngày sau đó tức là ngày 28 tháng 2 khi đối đầu với Arsenal. Anh lập cú đúp và kiến tạo một bàn thắng giúp đội nhà giành chiến thắng 3–2, Marcus Rashford đã trở thành cầu thủ trẻ nhất của Man Utd ghi bàn trong trận đầu tiên đá chính tại Premier League khi mới 18 tuổi 120 ngày.

#### Mùa giải 2016–17: Thành công tại châu Âu

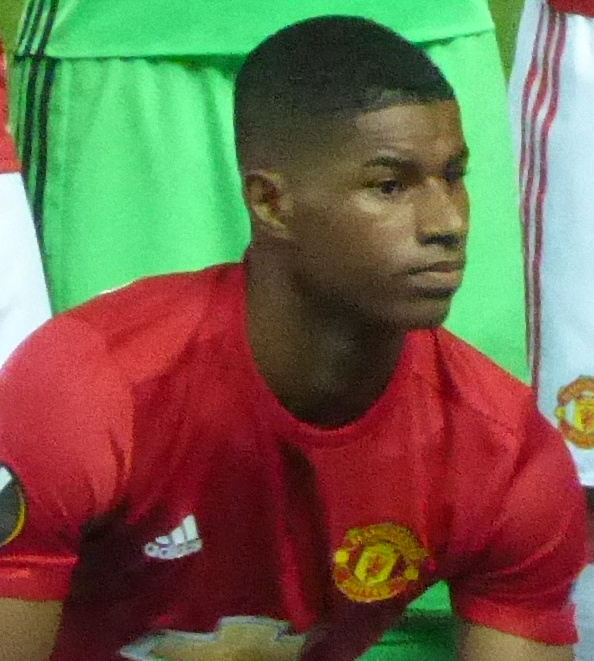
Rashford xếp hàng cho Manchester United vào năm 2016.

Đối với mùa giải này, anh cho thấy vị trí quan trọng của mình khi được thường xuyên góp mặt ở đội hình chính, Rashford đã được trao số áo 19 bởi HLV mới José Mourinho. Rashford ghi bàn thắng đầu tiên của mùa giải vào ngày 27 tháng 8 năm 2016 trước Hull City với phong độ rất cao, khi ghi bàn ở phút bù giờ thứ hai sau khi vào sân thay Juan Mata ở phút 71. Anh ghi ba bàn nhiều hơn so với tháng trước đó, vào ngày 18 tháng 9 trong trận thua 3-1 trước Watford; vào ngày 21 tháng 9 trong chiến thắng 3-1 trước Northampton Town ở vòng ba EFL Cup; và trong chiến thắng 4-1 trước Leicester City vào ngày 24 tháng 9.  Tháng tiếp theo, anh chỉ dành được danh hiệu á quân do Renato Sanches của Bồ Đào Nha đã giành dược giải thưởng Cậu bé vàng cho cầu thủ hay nhất châu Âu dưới 21 tuổi, vào ngày 24 tháng 10. Tuy nhiên, với tư cách là một cầu thủ, anh ấy đã không ghi bàn cho đến ngày 7 tháng 1 năm 2017 khi anh ấy ghi một cú đúp trong vòng bốn phút ở FA Cup trước Reading của Jaap Stam, kết thúc 4-0.
Rashford đã giành được chiếc cúp thứ ba vào ngày 26 tháng 2 trong trận Chung kết EFL Cup, nó xảy ra khi HLV thay thế anh ở phút thứ 77 trong chiến thắng 3-2 trước Southampton. Anh là một phần trong chiến thắng 2-0 của United trước Chelsea vào ngày 16 tháng 4, ghi bàn thắng đầu tiên sau 7 phút từ pha kiến tạo của Ander Herrera.  Rashford ghi thêm 1 dấu ấn quan trọng bốn ngày sau đó ghi bàn trước Anderlecht ở phút 107 của Europa League lượt về tứ kết trong một chiến thắng 2-1 (3-2 chung cuộc), giúp Man đỏ  vào vòng tiếp theo. Anh bắt đầu trong trận Chung kết Europa League vào ngày 24 tháng 5 trước đội bóng Hà Lan Ajax, mà khi đó Manchester United đã giành được chiến thắng 2-0 do đó giúp CLB của mình kiếm được chiếc cúp thứ tư và đầu tiên ở châu Âu. Do việc ký hợp đồng với Zlatan Ibrahimović, Rashford đã dành phần lớn mùa giải cho vị trí chạy cánh. Anh ấy đã ra sân thi đấu nhiều nhất trong số các cầu thủ Manchester United trong mùa giải này - 53 lần.

#### Mùa giải 2017–18

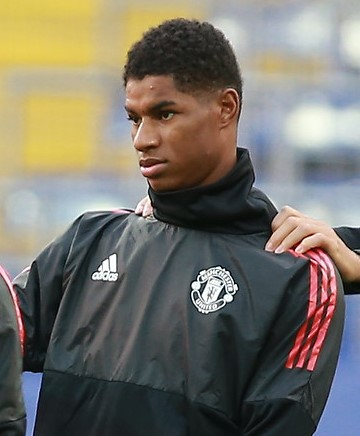
Rashford khởi động cho Manchester United năm 2017.

Rashford bắt đầu mùa giải 2017–18 bằng trận tranh Siêu cúp châu Âu 2018 với Real Madrid ngày 8 tháng 8 năm 2017, trận đấu mà anh vào sân từ ghế dự bị ở phút thứ 46, và Manchester United thất bại 1-2. Năm ngày sau đó, Rashford có mặt trong đội hình xuất phát trong trận mở màn Ngoại hạng Anh 2017-2018 trong trận đấu mà United thắng West Ham United F.C. với tỉ số 4-0, Rashford đã kiến tạo cho Romelu Lukaku ghi bàn mở tỉ số. Anh ghi bàn đầu tiên trong mùa giải tại trận đấu với Leicester City F.C. ngày 26 tháng 8, Rashford ghi bàn mở tỉ số cho trận đấu chỉ sau 3 phút vào sân từ ghế dự bị. Tháng 10 năm 2018, Rashford được xếp thứ ba trong bình chọn Golden Boy 2017 sau Kylian Mbappé và Ousmane Dembélé.
Ngày 10 tháng 3 năm 2018, trận đấu đầu tiên của năm 2018 mà Rashford được ra sân đội hình xuất phát, anh đã ghi cả hai bàn thắng giúp United thắng Liverpool 2-1 trên sân Old Trafford. Ba ngày sau đó, United thất bại trong trận đấu thuộc vòng 1/16 UEFA Champions League 2017–18 trước Sevilla FC, trận đấu mà Rashford đóng góp một kiến tạo. Thất bại này khiến huấn luyện viên José Mourinho bị chỉ trích vì bố trí Rashford chơi ở cánh phải, sai với sở trường của anh. Kết thúc mùa giải, Rashford ghi được 13 bàn thắng trong 24 trận đấu được ra sân với 7 bàn thắng tại Ngoại hạng. Có nhiều lời đồn đoán rằng anh sẽ được cho mượn ở mùa giải tiếp theo nhưng José Mourinho đã bác bỏ điều này.

#### Mùa giải 2018–19
Rashford được trao số áo 10 sau khi Zlatan Ibrahimović rời khỏi câu lạc bộ. Ngày 2 tháng 9 năm 2018, Rashford nhận thẻ đỏ trực tiếp phải rời sân chỉ trong vòng 10 phút vào sân trọng trận đấu Manchester United thắng Burnley 2-0 trên sân Turf Moor sau một xô xát với Phil Bardsley. Huấn luyện viên Mourinho sau trận đấu nhận xét rằng thẻ đỏ đó vì sự non nớt và thiếu kinh nghiệm của Rashford. Rashford ghi bàn thắng đầu tiên của mùa giải trong trận đấu United thua 1-3 trước West Ham United F.C. vào ngày 29 tháng 9.
Ngày 6 tháng 3 năm 2019, Rashford ghi bàn thắng đầu tiên cho câu lạc bộ trên chấm 11 mét trọng trận United thắng Paris Saint-Germain F.C. ở lượt về bòng 1/8 UEFA Champions League 2018–19 giúp United lọt vào vòng tứ kết. Đây là quả phạt ở những giây cuối cùng của trận đấu khi VAR phát hiện ra hậu vệ PSG đã chạm tay vào bóng sau cú sút của Diogo Dalot. Rashford đã thực hiện thành công dưới sức ép lớn từ các cầu thủ PSG (United vượt qua PSG nhờ luật bàn thắng trên sân khách dù thua ở lượt đi), và được huấn luyện viên tạm quyền khi đó là Ole Gunnar Solskjær ca ngợi về tinh thần và thần kinh vững vàng.

#### Mùa giải 2019–20
Vào ngày 1 tháng 7 năm 2019, Rashford ký hợp đồng mới 4 năm với Manchester United. Mùa giải này chứng kiến sự trưởng thành vượt bậc của Rashford khi Ole Gunnar Solskjær chính thức nắm quyền huấn luyện viên trưởng của Manchester United. Anh bàn thắng mở đầu của mùa giải trong trận khởi đầu mùa giải thắng Chelsea F.C. 4-0 trên sân Old Trafford. Tổng cộng cả mùa, Rashford ghi 22 bàn thắng trong 44 trận đấu cho câu lạc bộ.
Từ cuối năm 2019, Rashford bắt đầu các hoạt động từ thiện ở Greater Manchester bằng việc quyên góp ủng hộ những người lang thang vô gia cư. Mùa giải bị gián đoạn từ giữa tháng 3 năm 2020 do đại dịch Covid-19, Rashford đã tích cực tham gia các hoạt động xã hội giúp các trẻ em nghèo ở Anh không bị cắt các suất ăn trưa tại trường học khi các trường học ở Anh bị đóng cửa thông qua vận động tài trợ và viết thư kêu gọi Chính phủ Anh Quốc tiếp tục cung cấp suất ăn miễn phí cho trẻ em. Tác động từ Rashford đã khiến Thủ tướng Anh Boris Johnson thay đổi quyết định, tiếp tục cung cấp suất ăn cho trẻ em. Anh vẫn tiếp tục các chiến dịch từ thiện chống đói nghèo cho trẻ em thông quan quyên góp tài chính, vận động chính phủ Anh tăng trợ cấp cho người nghèo. Những đóng góp của Rashford cho các hoạt động từ thiện đã được ghi nhận với việc Đại học Manchester trao cho anh bằng tiến sĩ danh dự, và Nữ Hoàng Elizabeth II trao tặng huân chương MBE.

#### Mùa giải 2020–21
Rashford ghi bàn đầu tiên của mùa giải trong trận thắng 3-2 trên sân của Brighton & Hove Albion F.C. ngày 26 tháng 9 năm 2020. Anh lập hatrick đầu tiên trong sự nghiệp vào ngày 20 tháng 10 năm 2020 trong trận Manchester United thắng RB Leipzig tại vòng bảng UEFA Champions League 2020–21. Ở trận đấu này, Rashford vào sân từ ghế dự bị và ghi ba bàn thắng trong vòng 16 phút, và trở thành cầu thủ thứ hai của United lập hatrick khi vào sân từ ghế dự bị (người đầu tiên là Robin van Persie). Ngày 26 tháng 12 năm 2020, Rashford ghi bàn trong trận đấu với Leicester City và trở thành cầu thủ trẻ thứ ba trong lịch sử United đạt cột mốc 50 bàn thắng tại Ngoại hạng Anh.
Giai đoạn cuối năm 2020, Rashford đã liên tiếp gặp chấn thương và buộc phải hoãn phẫu thuật chấn thương vai để tập trung thi đấu cho United và đội tuyển Anh. Ngày 8 tháng 4 năm 2021, Rashford ghi bàn mở tỉ số trong trận tứ kết lượt đi UEFA Europa League 2020-2021 giúp United thắng Granada 2-0, qua đó san bằng kỷ lục 56 năm của câu lạc bộ được lập bởi Sir Bobby Charlton (ghi 8 bàn trong một mùa tại các trận đấu Cúp Châu Âu).
Ngày 26 tháng 5 năm 2021, United thất bại trước Villarreal trong trận trung kết UEFA Europa League (2020-2021) sau loạt sút luân lưu 10-11, Rashford bị chỉ trích vì bỏ lỡ một cơ hội ăn bàn trong trận đấu trong tình huống đệm bóng cách khung thành chừng 5m trúng thủ môn Villareal sau đường truyền dọn cỗ của Bruno Fernandes khiến hai đội hòa 1-1 trong 120 phút thi đấu chính thức. Sau trận đấu, anh thừa nhận mình thi đấu trong thể trạng không được tốt nhất, phải cố gắng đá cùng với các cơn đau trên cơ thể nên không thể có phong độ tốt nhất.

#### Mùa giải 2021–22

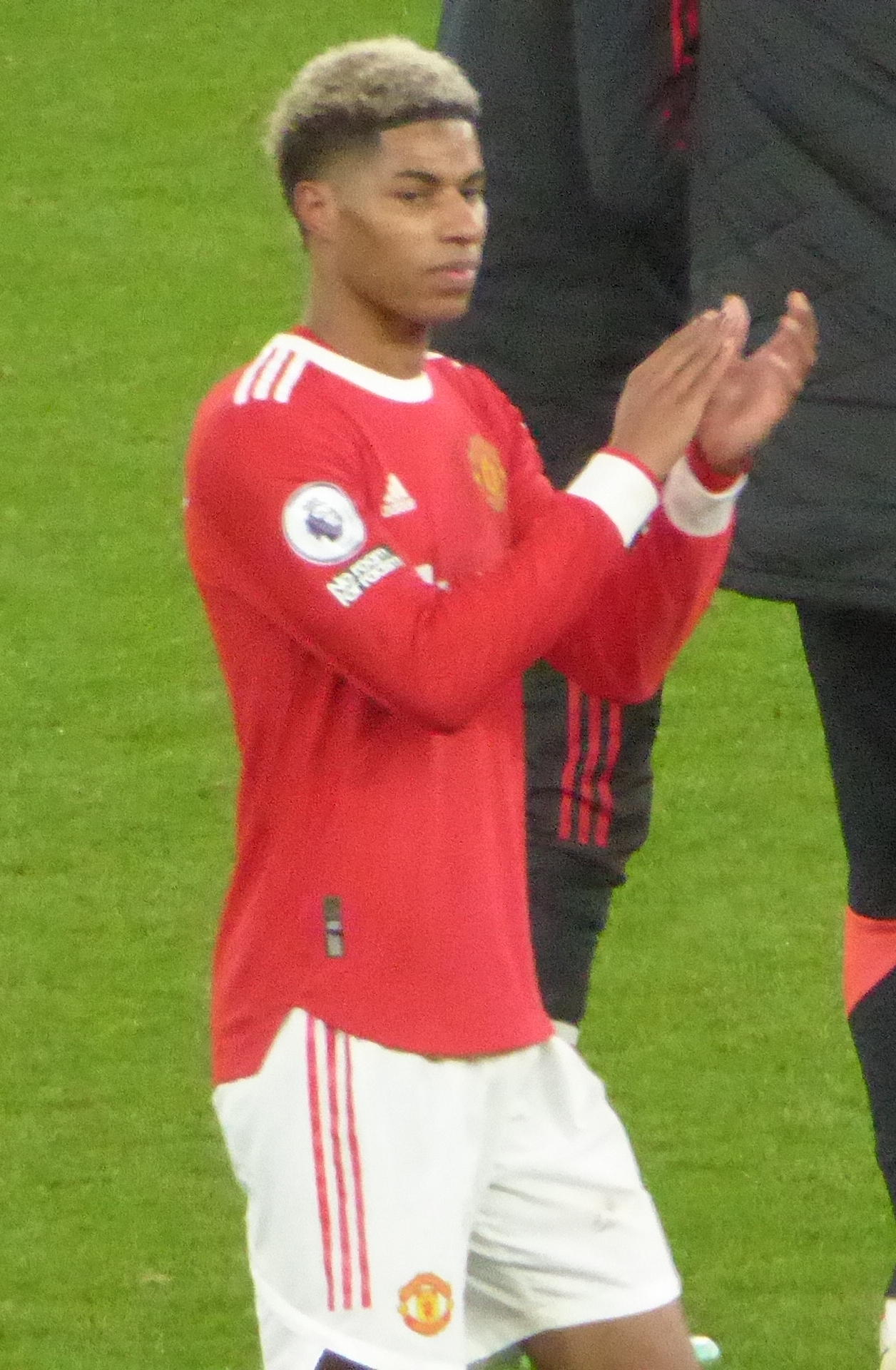
Rashford năm 2022

Sau thời gian nghỉ hè, Rashford đã quyết định phẫu thuật để điều trị chấn thương vai - chấn thương dai dẳng đã khiến anh không có phong độ tốt ở cuối mùa giải. Ngày 10 tháng 8 năm 2021, Rashford thông báo ca phẫu thuật thành công và sẽ phải nghỉ hơn 12 tuần trước khi trở lại sân cỏ. Rashford vì thế đã vắng mặt trong 7 vòng đấu đầu tiên của United, và bắt đầu trở lại luyện tập thể lực từ cuối tháng 9. Rashford chỉ chính thức tập luyện hoàn toàn cùng đội bóng từ tháng 10/2021.
Ngày 16 tháng 10 năm 2021, có trận đấu đầu tiên của mùa giải sau thời gian phẫu thuật vai, trong trận đấu với Leicester City trên sân King Power. Anh vào sân thay Jadon Sancho ở phút thứ 65 và ghi bàn gỡ hòa 2-2 ở phút thứ 82 - bàn thắng đầu tiên của Rashford trong mùa giải, nhưng United thất bại chung cuộc 2-4.
Rashford có trận đấu đầu tiên ở UEFA Champions League của mùa giải trong trận đấu với Atalanta trên sân Old Trafford tối ngày 21 tháng 10 năm 2021 và ghi bàn thắng đầu tiên của mùa giải ở đấu trường này vào đầu hiệp 2 (rút ngắn tỉ số xuống 1-2), giúp đội nhà thắng chung cuộc 3-2, nhưng phải ra sân sau đó 13 phút vì chấn thương chân.
Rashford ghi bàn thắng thứ 4 ở Ngoại hạng Anh mùa này trong trận đấu trên sân Old Trafford ngày 22 tháng 1 năm 2022, giúp Manchester United thắng West Ham United 1-0. Anh vào sân thay Anthony Elanga ở phút thứ 62, ghi bàn thắng duy nhất của trận đấu ở phút bù giờ cuối cùng (90+3), và trở thành cầu thủ ghi nhiều bàn thắng ở phút bù giờ (4 bàn) trong lịch sử Ngoại hạng Anh.

#### Mùa giải 2022–23
Rashford có bàn thắng đầu tiên của mùa giải trong trận đấu vòng 3 Ngoại hạng Anh trước đại kình địch Liverpool trong trận đấu trên sân Old Trafford đêm ngày 22 tháng 8 năm 2022. Cú đúp đầu tiên của Rashford trong mùa giải là hai bàn thắng vào lưới Arsenal tại trận đấu thuộc vòng 6 ngoại hạng Anh ngày 4 tháng 9 năm 2022. Tại trận đấu này, Rashford còn có một kiến tạo cho Antony mở tỉ số ở hiệp 1, và được khán giả xem truyền hình bình chọn là cầu thủ xuất sắc nhất trận đấu. Trong tháng 9/2022, Rashford ghi 3 bàn thắng và có đóng góp hai kiến tạo, được bình chọn là cầu thủ xuất sắc nhất tháng 9 của Ngoại hạng Anh mùa bóng 2022-2023.
Rashford có bàn thắng thứ 100 cho câu lạc bộ vào ngày 30 tháng 10 năm 2022, trong trận đấu trên sân Old Trafford tiếp West Ham United F.C. ở Ngoại hạng Anh. Anh ghi bàn thắng duy nhất của trận đấu giúp United thắng West Ham 1-0, và được bình chọn là cầu thủ xuất sắc nhất trận đấu bởi Ban Tổ chức trận đấu. Với mốc 100 bàn thắng cho United, anh là cầu thủ thứ 22 của câu lạc bộ đã đạt được cột mốc ghi bàn này.
Rashford tiếp tục phong độ cao sau khi trở về từ World Cup 2022, liên tiếp ghi bàn giúp United giành chiến thắng sau khi bóng đá Anh trở lại sau kỳ World Cup. Ngày 31 tháng 12 năm 2022, Rashford không có mặt trong đội hình ra sân trước Wolverhampton Wanderers F.C. thuộc vòng đấu thứ 18 Ngoại hạng Anh trên sân khách, và chỉ vào sân ở hiệp hai, ghi bàn thắng duy nhất giúp United thắng 1-0. Trước trận đấu, huấn luyện viên Erik ten Hag đã giải thích trước truyền thông rằng Rashford không xuất phát vì vi phạm kỷ luật nội bộ, và sau trận đấu anh đã thừa nhận rằng mình ngủ quên và đến muộn trong cuộc họp quan trọng trước trận đấu.
Ngày 14 tháng 1 năm 2023, Rashford có bàn thắng thứ 16 của mùa giải trong trận derby thành phố Manchester trên sân nhà - bàn thắng nâng tỉ số lên 2-1 ở cuối trận đấu giúp United thắng trận trước Manchester City F.C. Bàn thắng này giúp Rashford phá kỷ lục được thiết lập bởi Dennis Viollet từ năm 1959 - ghi bàn trong 9 trận đấu liên tiếp trên sân nhà, và cũng san bằng kỷ lục ghi bàn trong 7 trận đấu liên tục trên mọi đấu trường được thiết lập bởi Cristiano Ronaldo năm 2008.
Ngày 26 tháng 2 năm 2023, Rashford có bàn thắng thứ 25 cho United ở mùa giải, là bàn thắng ấn định chiến thắng 2-0 trước Newcastle United F.C. và giúp United giành League Cup - danh hiệu đầu tiên dưới thời huấn luyện viên Erik ten Hag. Bàn thắng này ban đầu được tính là pha phản lưới nhà của hậu vệ Sven Botman bên phía Newcastle United F.C., nhưng sau đó ban tổ chức đã xác định lại và tính bàn thắng này cho Rashford.
Với phong độ chói sáng trong tháng 2 (2023) cùng các bàn thắng quan trọng giúp United, Rashford được bình chọn là cầu thủ xuất sắc nhất trong tháng 2 ở cả cấp câu lạc bộ và Ngoại hạng Anh. Đây là lần thứ 3 trong mùa bóng anh giành được giải thường cầu thủ xuất sắc nhất trong tháng của ban tổ chức Ngoại hạng Anh.
Anh có bàn thắng thứ 30 cho United trong mùa giải trong trận đấu tiếp Chelsea F.C. trên sân Old Trafford tối ngày 26 tháng 5 năm 2023, khi vào sân thay Antony Matheus dos Santos ở phút thứ 29 và ghi bàn nâng tỉ số lên 4-0 ở phút thứ 79. Rashford là cầu thủ thứ 12 của United lập được thành tích này trong một mùa bóng, và là cầu thủ đầu tiên của United ghi được 30 bàn thắng trở lên trong một mùa kể từ khi Robin van Persie lập được thành tích này vào mùa bóng 2012-2013.

#### Mùa giải 2023–24
Ngày 18 tháng 7 năm 2023, Rashford ký hợp bản đồng mới Manchester United, có thời hạn đến năm 2028, theo đó anh được trả 325.000 bảng mỗi tuần (16,9 triệu bảng mỗi năm). Nhưng sau đó, Rashford bắt đầu có phong độ sa sút không phanh một cách khó tin, vào ngày 30 tháng 9, trong trận thua 0–1 trước Crystal Palace, anh thi đấu thảm họa và gần như mất tích khi có 6 lần cú dứt điểm trúng đích, nhưng hiệu suất ghi bàn của anh là vô cùng kém cỏi. Ngày 8 tháng 11, Rashford nhận thẻ đỏ trong trận thua 4-3 trước Copenhagen ở vòng bảng UEFA Champion League, đồng thời anh nhận thẻ đỏ lần thứ hai trong sự nghiệp của mình. Ngày 2 tháng 12, Rashford có một màn trình diễn cực kỳ tệ hại và mắc nhiều lỗi dẫn đến mất bóng mấy lần, đồng thời không thể tung ra bất kì cú dứt điểm nào, đường chuyền của anh cũng không mang lại thiếu hiệu quả. Tính đến thời điểm đó, anh chỉ ghi đúng 2 bàn kể từ đầu mùa.
Ngày 28 tháng 2 năm 2024, trong trận đấu gặp Nottingham Forest ở Cúp FA, Rashford thi đấu tệ khi không có lần sút trúng đích (bao gồm cú sút thành quả tạt đưa bóng ra ngoài ở phút thứ 17) và để mất bóng rất nhiều, anh còn là nguyên nhân khiến Manchester United triển khai tấn công rơi vào bế tắc, nhưng cuối cùng tiền vệ Casemiro ghi bàn thắng muộn để mang lại chiến thắng 1-0 của United. Sau trận đấu đó, Rashford bị hàng loạt truyền thống, cổ động viên chỉ trích vì màn trình diễn của mình đáng xấu hổ, thầm chí còn bị chấm điểm tệ nhất. Ngày 3 tháng 3, anh ghi bàn đẹp mắt bằng cú dứt điểm từ xa vào lưới Manchester City giúp Manchester United mở tỷ số, nhưng cuối cùng họ để thua ngược 1-3. Bàn thắng đó giúp anh dành giải thưởng Bàn thắng đẹp nhất tháng 3 năm 2024 ở Premier League. Trong trận gặp Coventry City ở vòng bán kết Cúp FA vào ngày 21 tháng 4, Rashford dính chấn thuơng khi đã gục ngã và đành phải rời sân. Rashford kết thúc mùa giải chỉ với 8 bàn thắng và 6 kiến tạo trong 43 lần ra sân cho United.

## Sự nghiệp quốc tế

### Đội trẻ quốc gia
Năm 2012, Rashford được mời đến trại huấn luyện U-16 của Anh, và sau đó được chọn chơi trong trận Victory Shield với đội dưới 16 tuổi Bắc Ireland vào tháng 9, và đội dưới 16 tuổi xứ Wales vào tháng 10. Huấn luyện viên của đội U16, Kenny Swain sau đó tiết lộ rằng Rashford chỉ chơi hai lần ra sân cho đội do sự hiểu biết với các huấn luyện viên tại Manchester United về việc anh ta kém phát triển về thể chất, và cũng cho rằng việc tiếp xúc sẽ là "quá nhiều" đối với anh ta.
Ba tuần sau khi ra sân cho United vào đầu năm 2016, Rashford đã có lần đầu tiên ra sân cho đội U-20 Anh, kiến tạo cho Kasey Palmer trong trận thua 2–1 trước đội U-20 Canada. Mặc dù đã ra sân từ đầu vào đầu năm nay, nhưng Rashford đã được gọi vào đội U-21 Anh lần đầu tiên vào tháng 8 năm 2016 cho trận đấu vào tháng 9 với đội U-21 Na Uy. Anh ghi một hat-trick trong chiến thắng 6–1 trên sân nhà trước Na Uy trong lần ra sân duy nhất cho đội,  ghi bàn thứ ba với một quả phạt đền, bàn đầu tiên kể từ khi chuyển sang thi đấu chuyên nghiệp. Huấn luyện viên đội U-21 Gareth Southgate ca ngợi Rashford vì sự khiêm tốn của anh ấy trong việc giảm xuống cấp độ U-21.
Mặc dù đã bắt đầu giải đấu cấp cao của mình, nhưng Rashford dự kiến sẽ được lựa chọn cho Giải vô địch U-21 châu Âu UEFA 2017, với hy vọng sẽ có thêm kinh nghiệm thi đấu. Huấn luyện viên của United, José Mourinho đã trả lời những báo cáo này bằng cách nói rằng nó sẽ không có ý nghĩa gì đối với sự phát triển của anh ấy vì anh ấy đã chơi bóng đá cao cấp. Vào tháng 4 năm 2017, Mourinho dường như thừa nhận Rashford sẽ tham dự giải đấu, nói rằng ông không có quyền ngăn cản anh ấy tham gia,  nhưng cuối tháng nhắc lại ý kiến của mình rằng việc bỏ xuống sẽ không có ý nghĩa, với Rashford đã có rất nhiều kinh nghiệm lâu năm trong suốt mùa giải. Vào tháng 5, Rashford đã quyết định không tham dự giải đấu, và thay vào đó được chọn vào đội hình chính của huấn luyện viên mới Southgate. Southgate ca ngợi những quyết định mà ban huấn luyện United đưa ra trong việc giúp phát huy tối đa tiềm năng của Rashford bằng cách không cho anh tiếp xúc ở cấp độ trẻ cho đội tuyển Anh, nói rằng sự phát triển của anh đã được tất cả các bên xử lý tốt.

### Đội tuyển quốc gia

#### 2016–2018: Giải đấu lớn đầu tiên

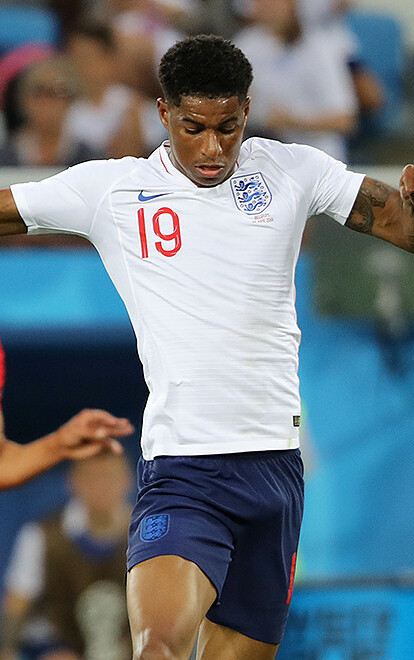
Rashford chơi cho đội tuyển Anh tại FIFA World Cup 2018.

Nhờ màn trình diễn của Rashford trong mùa giải đầu tiên đá chính cho Manchester United khi ghi được 8 bàn thắng sau 18 lần ra sân, huấn luyện viên trưởng đội tuyển Anh Roy Hodgson đã quyết định điền tên anh vào danh sách sơ bộ tham dự UEFA Euro 2016 vào ngày 16 tháng 5 năm 2016.
Vào ngày 27 tháng 5 năm 2016, Rashford có lần đầu tiên ra mắt đội tuyển Anh ở trận giao hữu với Úc trên sân vận động Ánh Sáng. Anh ghi bàn ở ngay phút thứ 3, qua đó trở thành cầu thủ trẻ nhất lập công trong trận ra mắt đội tuyển Anh (18 tuổi 208 ngày), phá vỡ kỷ lục cũ tồn tại từ năm 1938 đến nay của Tommy Lawton.
Ngày 31 tháng 5 năm 2016, Marcus Rashford được huấn luyện viên trưởng Roy Hodgson đăng ký thi đấu Euro 2016 tại Pháp. Tại giải đấu này, Rashford thi đấu đầy đủ cả ba trận vòng bảng và trận thua 1-2 ở vòng 16 đội trước Iceland.
Huấn luyện viên mới của đội tuyển Anh, Sam Allardyce nói với Rashford rằng anh ấy sẽ không được gọi vào đội hình đầu tiên của mình cho trận đấu vòng loại FIFA World Cup 2018 với Slovakia vào tháng 9, với lý do anh ấy không có thời gian thi đấu trong giai đoạn đầu mùa giải.  Allardyce nhanh chóng được thay thế bởi Southgate, và Rashford được triệu tập vào đội cấp cao cho các trận đấu với Malta và Slovenia vào tháng 10. Rashford ghi bàn thắng đầu tiên trong màu áo đội tuyển vào ngày 4 tháng 9 năm 2017, với bàn thắng ấn định chiến thắng 2-1 của Anh trước Slovakia tại vòng loại FIFA World Cup 2018. Anh có tên trong danh sách 23 cầu thủ đội tuyển Anh tham dự World Cup .  Rashford ghi bàn mở tỷ số trận đấu khởi động cuối cùng của Anh với Costa Rica vào ngày 7 tháng 6 năm 2018, và được các cựu ngôi sao Anh Chris Waddle và Glenn Hoddle đệm bóng để bắt đầu trận mở màn của Anh với Tunisia. Anh ấy bắt đầu trận đấu trên băng ghế dự bị, nhưng đã vào sân và thể hiện tốt sau khi thay thế Raheem Sterling, được coi là đối thủ cạnh tranh trực tiếp của anh ấy cho vai trò xuất phát.  Anh ấy được cho là sẽ bắt đầu trận đấu thứ hai với Panamado tiềm năng về mặt thể chất của đối thủ, nhưng Southgate cuối cùng đã thay đổi quyết định. Sau khi đủ điều kiện vào vòng loại trực tiếp , anh bắt đầu trận đấu cuối cùng của đội tuyển Anh với Bỉ cùng với Jamie Vardy, nhưng không gây được ấn tượng. Rashford vào sân thay người và ghi bàn trong loạt sút luân lưu vòng 16 với Colombia, giúp Anh tiến vào tứ kết. Anh cuối cùng đứng thứ 4 chung cuộc - thành tích tốt nhất của họ kể từ năm 1990.

#### 2018–2022
Vào ngày 8 tháng 9 năm 2018, Rashford ghi bàn tại Wembley trong trận mở màn UEFA Nations League của Anh trước Tây Ban Nha, thua 2-1. Ba ngày sau, Rashford cũng ghi bàn trong chiến thắng 1–0 giao hữu trước Thụy Sĩ tại Sân vận động King Power. Tháng sau, anh ghi một bàn và kiến tạo trong chiến thắng 3–2 trên sân khách trước Tây Ban Nha.  Trận đấu cuối cùng tại Nations League của Anh vào ngày 18 tháng 11 chứng kiến Rashford chơi trong chiến thắng 2-1 trước Croatia, giúp Anh đứng đầu bảng của họ và đủ điều kiện tham dự vòng chung kết Nations League vào tháng 6 năm 2019.  Sự xuất hiện của anh ấy trong trận đấu này giúp Rashford cân bằng một kỷ lục quốc gia được thiết lập bởi Jack Charlton vào năm 1966 khi chơi tổng cộng 16 trận cho đội tuyển Anh trong suốt cả năm. Trong trận bán kết, Rashford ghi bàn mở tỷ số trận đấu với Hà Lan , tuy nhiên Anh thua 3-1 trong hiệp phụ.
Trong thời gian thi đấu quốc tế vào tháng 10 năm 2019, Rashford đã ghi bàn thắng đầu tiên trong chiến dịch vòng loại Euro 2020 của đội tuyển Anh trong chiến thắng 6–0 trên sân khách trước Bulgaria vào ngày 14 tháng 10. Rashford cũng ghi bàn trong cả hai trận quốc tế tháng 11 của Anh, chiến thắng 7–0 trước Montenegro và chiến thắng 4–0 trước Kosovo. Những chiến thắng này đã đưa Anh trở thành đội thứ chín đủ điều kiện tham dự Euro 2020. Vào ngày 6 tháng 6 năm 2021, Rashford lần đầu tiên khoác áo đội tuyển Anh, thực hiện một quả phạt đền trong trận thắng 1–0 trước Romania ; anh ấy trở thành đội trưởng trẻ nhất của đội tuyển Anh kể từ Michael Owen vào năm 2003, và là cầu thủ Manchester United thứ bảy mang băng đội trưởng đội tuyển Anh ghi bàn trong cùng một trận đấu.
Rashford có tên trong đội hình 26 người tham dự Euro 2020, và được trao áo số 11, nhưng khi bước vào giải đấu, vai trò của Rashford bị nghi ngờ. Vào ngày 11 tháng 7 trong trận chung kết giải đấu với Ý, Rashford được tung vào sân thay thế trong những phút cuối cùng của hiệp phụ. Anh được chọn thực hiện quả phạt đền thứ ba của đội trong loạt đá luân lưu nhưng sau đó cú sút của anh ấy đã đưa bóng trúng và đi chệch cột dọc, và Ý sau đó giành chức vô địch giải đấu sau khi cản phá được hai quả phạt đền nữa. Sau trận thua, Rashford phải hứng chịu những thông điệp lạm dụng chủng tộc trên mạng xã hội, và một bức tranh tường vinh danh anh ở Withington đã bị phá hoại. Cư dân nhanh chóng lấp đầy bức tường với trái tim và thông điệp ủng hộ Rashford, và nghệ sĩ đường phố Akse đã quay trở lại để khôi phục bức tranh tường lại như ban đầu.
Trong tuyên bố của mình về những sự kiện này, Rashford nhận xét:
Tôi cảm thấy mình như thể đã khiến đồng đội thất vọng. Tôi cảm thấy như thể tôi sẽ làm mọi người thất vọng. Một quả phạt đền là tất cả những gì tôi được yêu cầu đóng góp cho đội. Tôi có thể ghi bàn trong giấc ngủ, vậy tại sao không phải là quả phạt đền? Tất cả những gì tôi có thể nói là xin lỗi. Tôi ước nó đã đi theo cách khác. Tôi đã phát triển trong một môn thể thao mà tôi mong đợi được đọc những điều viết về bản thân. Cho dù đó là màu da của tôi, nơi tôi lớn lên, hay gần đây nhất là cách tôi quyết định dành thời gian của mình cho sân cỏ. Tôi có thể chỉ trích màn trình diễn của mình suốt cả ngày, quả phạt đền của tôi không đủ tốt, đáng lẽ nó phải được thực hiện nhưng tôi sẽ không bao giờ xin lỗi vì tôi là ai và tôi đến từ đâu. Tôi đã mơ về những ngày như thế này. Những tin nhắn mà tôi nhận được ngày hôm nay đã gây áp đảo một cách tích cực và khi nhìn thấy phản hồi ở Withington, tôi đã rơi nước mắt. Những cộng đồng luôn vòng tay quanh tôi tiếp tục nâng đỡ tôi. Tôi là Marcus Rashford, 23 tuổi, người đàn ông da đen đến từ Withington và Wythenshawe, Nam Manchester. Nếu tôi không có gì khác, tôi có cái đó. Tôi sẽ trở lại mạnh mẽ hơn. Chúng tôi sẽ trở lại mạnh mẽ hơn.

Sau Euro 2020, Rashford sa sút phong độ cùng với sự bất ổn của Manchester United nên đã không được huấn luyện viên Gareth Southgate gọi vào Đội tuyển bóng đá quốc gia Anh.

#### 2022–nay

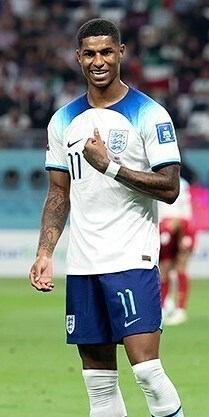
Rashford chơi cho đội tuyển Anh tại FIFA World Cup 2022

Ở mùa giải mới 2022-2023, nhờ phong độ ổn định trong vai trò tiền đạo cắm ở United dưới thời huấn luyện viên Erik ten Hag, Rashford được gọi vào đội tuyển Anh tham dự World Cup 2022. Anh có bàn thắng đầu tiên ở World Cup trong trận mở màn của Đội tuyển Anh trước Iran ngày 21 tháng 11, khi vào sân thay Bukayo Saka ở phút thứ 70, và ghi bàn nâng tỷ số lên 5-1 ngay sau đó chưa đầy một phút.
Ngày 29 tháng 11 năm 2022, Rashford có mặt trong đội hình xuất phát ở trận đấu cuối cùng vòng bảng World Cup 2022 trước Wales và đã ghi hai bàn thắng giúp Anh thắng chung cuộc 3-0. Anh được bình chọn là cầu thủ xuất sắc nhất trận đấu nhờ màn trình diễn chói sáng này, và trở thành cầu thủ Manchester United thứ hai ghi được 3 bàn thắng cho Anh ở một kỳ World Cup (người trước đó là Sir Bobby Charlton).

## Phong cách thi đấu
Rashford có thể chơi ở vị trí tiền đạo trung tâm hoặc tiền đạo cánh, chủ yếu ở cánh trái. Bản thân Rashford thích chơi bên trái, một vị trí cho phép anh cắt vào trong và tấn công khung thành bằng chân phải mạnh mẽ hơn. Rashford cũng thích lùi sâu để thu thập bóng và xây dựng một cuộc tấn công, điều mà anh đã học được khi còn là một cầu thủ trẻ khi chơi ở vị trí tiền vệ trung tâm sau trận chiến với bệnh Osgood–Schlatter. Trong thời gian đào tạo ở học viện Carrington, cựu huấn luyện viên trẻ của Rashford, Paul McGuinness thử đào tạo anh chơi tương tự như tiền vệ người Ý Andrea Pirlo, nhưng anh và các huấn luyện viên khác như Warren Joyce và Colin Little đã nhìn thấy tiềm năng của Rashford như một tiền đạo để từ đó giúp anh rèn luyện hình dạng cơ thể và các bước chạy tấn công khác nhau. Họ khuyên anh nên tập trung vào việc trở thành một tay săn bàn hơn là một cầu thủ sáng tạo, và sử dụng tốc độ của mình để thực hiện các bước chạy phía sau hàng phòng ngự. Các huấn luyện viên của anh đã được nhắc nhở về Danny Welbeck do sự linh hoạt của anh, nhưng thay vào đó, người ta đã quyết định dạy anh "nghệ thuật" ghi bàn, hướng dẫn anh cách chạy đúng lúc, và bị kìm hãm khi chơi bóng đá đội dự bị để giúp anh tự tin vào khả năng ghi bàn của mình bằng cách đọ sức với hàng phòng ngự kém hơn. Rashford nói rằng sự đa năng của mình có thể cho phép anh trở thành "trung phong hiện đại".
Rashford là một cầu thủ tốc độ và trực tiếp và thường di chuyển đến các vị trí trung tâm để tạo cơ hội và vào các vị trí ghi bàn. Anh thường làm khó các hậu vệ bằng cả về khả năng di chuyển và định vị bóng. Cựu huấn luyện viên United là Jose Mourinho thì cho rằng "Rashford không phải là một tiền đạo mục tiêu, mà là một tiền đạo theo mẫu di chuyển rộng. Tôi không nghĩ anh ta là một số chín thuần túy". Nhận xét tương tự cũng được lặp lại bởi huấn luyện viên trưởng đội tuyển Anh, Gareth Southgate, người đã cho rằng khả năng chơi quay lưng lại với khung thành và lối chơi cầm bóng không phải là điểm mạnh chính của anh, và phù hợp hơn với tư cách là một "cầu thủ đột kích rộng" vào sân. Đội trưởng United và đồng hương người Anh Harry Maguire cho rằng danh tiếng của Rashford là mối đe dọa bàn thắng đối với khả năng di chuyển và "lối chơi thông minh" của anh. Dười thời huấn luyện viên Erik ten Hag, Rashford được đẩy vào đá tiền đạo trung tâm nhiều hơn và anh đã trở nên hoàn thiện hơn dưới vai trò này với khả năng tì đè, qua người và dứt điểm đa dạng – bao gồm cả việc nhiều lần ghi bàn thắng bằng cách đánh đầu – điều mà trước đó Rashford thường ít khi thành công.
Một cựu huấn luyện viên khác tại United, Ole Gunnar Solskjær, đã được ghi nhận với việc cải thiện anh giúp anh ấy trưởng thành bằng cách cho Rashford tự do như một cầu thủ chạy cánh mà anh chưa từng trải nghiệm trước đây. Các kỹ năng chính của Rashford cũng bao gồm khả năng rê dắt bóng, và khả năng "dứt điểm lạnh lùng" của anh, được so sánh với cựu tiền đạo của United Ruud van Nistelrooy, một cầu thủ mà McGuinness khuyên anh nên học trong khi họ làm việc cùng nhau trong học viện của câu lạc bộ. Rashford hiểu sự cần thiết của một tiền đạo để có thể ghi các loại bàn thắng khác nhau để trở thành một cầu thủ có thể ghi 20-25 bàn mỗi mùa, và được cho là một cầu thủ có sự điềm tĩnh và nhận thức.
Rashford thường thực hiện các quả phạt đền và đôi khi cả đá phạt trực tiếp cho United. Anh được biết đến là người sử dụng kỹ thuật knuckleball trên các tình huống cố định, được Cristiano Ronaldo phổ biến trong thời gian đầu tiên của anh ấy tại câu lạc bộ. Đồng đội ở đội tuyển Anh, Phil Foden đã mô tả kỹ thuật tấn công của Rashford là một trong "ba người hàng đầu thế giới". Thành công của anh đã được ghi nhận vào động lực và tham vọng cá nhân của anh ấy cả trong và ngoài sân cỏ, và được xem là hình mẫu cho những cầu thủ trẻ như Mason Greenwood do thành công khi còn rất trẻ. Anh cho rằng "sự tập trung và cống hiến" của mình là do xem và lắng nghe cựu tiền đạo của United Robin van Persie, và nhớ lại đã nhìn thấy hình ảnh của các cựu cầu thủ học viện như David Beckham và Paul Scholes trên tường của Carrington, trung tâm đào tạo của United và quyết tâm đạt đến trình độ tương tự như họ đã có.
Theo McGuinness, anh luôn chuyên nghiệp và trưởng thành và ngay cả khi còn trẻ, đã được mô tả là một nhà lãnh đạo, với cựu tiền vệ của United là Owen Hargreaves nói rằng anh có những đặc điểm để trở thành một đội trưởng. Rashford đã ca ngợi đồng đội cũ Zlatan Ibrahimovic và Mourinho đã giúp cải thiện tâm lý của anh, mô tả ảnh hưởng kết hợp của họ là chìa khóa cho sự phát triển của anh. Anh đã được mô tả là một "cầu thủ của các trận đấu lớn" do màn trình diễn và đóng góp của anh trong các trận đấu quan trọng, bao gồm cả trong một số trận ra mắt cho câu lạc bộ và quốc gia. Rashford cũng đã nhận được lời khen ngợi vì sẵn sàng thi đấu bất chấp những chấn thương lớn như huấn luyện viên Solskjær từng nói rằng anh sẵn sàng "chạy qua một bức tường gạch vì đội bóng", trong khi đội trưởng Harry Maguire mô tả anh là một chiến binh. Louis van Gaal, huấn luyện viên cấp cao đầu tiên của Rashford, và huấn luyện viên Dave Horrocks của Fletcher Moss đều ca ngợi khả năng xử lý những lời chỉ trích của anh, với Louis van Gaal nói rằng đó là một trong những cầu thủ tốt nhất mà ông từng có.

## Hoạt động từ thiện
Rashford đã có vinh dự được nhận huân chương MBE của Đế quốc Anh và bằng chứng nhận Tiến sĩ danh dự của Đại học Manchester  sau hàng loạt chiến dịch thiện nguyện vì trẻ em ở Anh trong thời điểm đại dịch COVID-19 bắt đầu bùng phát và lên đến đỉnh điểm đợt 1 tại đất nước này.

## Thống kê sự nghiệp

### Câu lạc bộ
Tính đến ngày 22 tháng 4 năm 2025
| Câu lạc bộ          | Mùa giải            | Giải đấu            | Giải đấu | Giải đấu | Cúp quốc gia | Cúp quốc gia | Cúp liên đoàn | Cúp liên đoàn | Châu Âu | Châu Âu | Khác | Khác | Tổng số | Tổng số |
| Câu lạc bộ          | Mùa giải            | Hạng đấu            | Trận     | Bàn      | Trận         | Bàn          | Trận          | Bàn           | Trận    | Bàn     | Trận | Bàn  | Trận    | Bàn     |
| ------------------- | ------------------- | ------------------- | -------- | -------- | ------------ | ------------ | ------------- | ------------- | ------- | ------- | ---- | ---- | ------- | ------- |
| Manchester United   | 2015–16             | Premier League      | 11       | 5        | 4            | 1            | 0             | 0             | 3       | 2       | —    | —    | 18      | 8       |
| Manchester United   | 2016–17             | Premier League      | 32       | 5        | 3            | 3            | 6             | 1             | 11      | 2       | 1    | 0    | 53      | 11      |
| Manchester United   | 2017–18             | Premier League      | 35       | 7        | 5            | 1            | 3             | 2             | 8       | 3       | 1    | 0    | 52      | 13      |
| Manchester United   | 2018–19             | Premier League      | 33       | 10       | 4            | 1            | 0             | 0             | 10      | 2       | —    | —    | 47      | 13      |
| Manchester United   | 2019–20             | Premier League      | 31       | 17       | 4            | 0            | 3             | 4             | 6       | 1       | —    | —    | 44      | 22      |
| Manchester United   | 2020–21             | Premier League      | 37       | 11       | 3            | 1            | 4             | 1             | 13      | 8       | —    | —    | 57      | 21      |
| Manchester United   | 2021–22             | Premier League      | 25       | 4        | 2            | 0            | 0             | 0             | 5       | 1       | —    | —    | 32      | 5       |
| Manchester United   | 2022–23             | Premier League      | 35       | 17       | 6            | 1            | 6             | 6             | 9       | 6       | —    | —    | 56      | 30      |
| Manchester United   | 2023–24             | Premier League      | 33       | 7        | 5            | 1            | 1             | 0             | 4       | 0       | —    | —    | 43      | 8       |
| Manchester United   | 2024–25             | Premier League      | 15       | 4        | 0            | 0            | 2             | 2             | 6       | 1       | 1    | 0    | 24      | 7       |
| Manchester United   | Tổng cộng           | Tổng cộng           | 287      | 87       | 36           | 9            | 25            | 16            | 75      | 26      | 3    | 0    | 426     | 138     |
| Aston Villa (mượn)  | 2024–25             | Premier League      | 10       | 2        | 3            | 2            | —             | —             | 4       | 0       | —    | —    | 17      | 4       |
| Barcelona (mượn)    | 2025–26             | La Liga             | 0        | 0        | 0            | 0            | —             | —             | 0       | 0       | 0    | 0    | 0       | 0       |
| Tổng cộng sự nghiệp | Tổng cộng sự nghiệp | Tổng cộng sự nghiệp | 297      | 89       | 39           | 11           | 25            | 16            | 79      | 26      | 3    | 0    | 443     | 142     |

1. ↑  Bao gồm FA Cup, Copa del Rey
2. ↑  Bao gồm EFL Cup
3. 1 2 3 4 5  Số lần ra sân tại UEFA Europa League
4. 1 2  Ra sân tại FA Community Shield
5. 1 2 3 4 5  Số lần ra sân tại UEFA Champions League
6. ↑  Ra sân tại UEFA Super Cup
7. ↑  Sáu lần ra sân và sáu bàn thắng tại UEFA Champions League, bảy lần ra sân và hai bàn thắng tại UEFA Europa League

### Đội tuyển quốc gia
Tính đến ngày 25 tháng 3 năm 2025.
| Đội tuyển quốc gia | Năm       | Trận | Bàn |
| ------------------ | --------- | ---- | --- |
| Anh                | 2016      | 6    | 1   |
| Anh                | 2017      | 9    | 1   |
| Anh                | 2018      | 16   | 4   |
| Anh                | 2019      | 7    | 4   |
| Anh                | 2020      | 3    | 2   |
| Anh                | 2021      | 5    | 0   |
| Anh                | 2022      | 5    | 3   |
| Anh                | 2023      | 8    | 2   |
| Anh                | 2024      | 1    | 0   |
| Anh                | 2025      | 2    | 0   |
| Tổng cộng          | Tổng cộng | 62   | 17  |

### Bàn thắng quốc tế
Cập nhật ngày 25 tháng 3 năm 2025.
| STT | Ngày                 | Địa điểm                                                | Đối thủ       | Bàn thắng | Kết quả | Giải đấu                      |
| --- | -------------------- | ------------------------------------------------------- | ------------- | --------- | ------- | ----------------------------- |
| 1   | 27 tháng 5 năm 2016  | Sân vận động Ánh sáng, Sunderland, Anh                  | Úc            | 1–0       | 2–1     | Giao hữu                      |
| 2   | 4 tháng 9 năm 2016   | Sân vận động Wembley, Luân Đôn, Anh                     | Slovakia      | 2–1       | 2–1     | Vòng loại FIFA World Cup 2018 |
| 3   | 7 tháng 6 năm 2018   | Elland Road, Leeds, Anh                                 | Costa Rica    | 1–0       | 2–0     | Giao hữu                      |
| 4   | 8 tháng 9 năm 2018   | Sân vận động Wembley, London, Anh                       | Tây Ban Nha   | 1–0       | 1–2     | UEFA Nations League 2018–19   |
| 5   | 11 tháng 9 năm 2018  | Sân vận động King Power, Leicester, Anh                 | Thụy Sĩ       | 1–0       | 1–0     | Giao hữu                      |
| 6   | 15 tháng 10 năm 2018 | Sân vận động Benito Villamarín, Sevilla, Tây Ban Nha    | Tây Ban Nha   | 2–0       | 3–2     | UEFA Nations League 2018–19   |
| 7   | 6 tháng 6 năm 2019   | Sân vận động D. Afonso Henriques, Guimarães, Bồ Đào Nha | Hà Lan        | 1–0       | 1–3     | UEFA Nations League 2018–19   |
| 8   | 14 tháng 10 năm 2019 | Sân vận động Quốc gia Vasil Levski, Sofia, Bulgaria     | Bulgaria      | 1–0       | 6–0     | Vòng loại UEFA Euro 2020      |
| 9   | 14 tháng 11 năm 2019 | Sân vận động Wembley, London, Anh                       | Montenegro    | 3–0       | 7–0     | Vòng loại UEFA Euro 2020      |
| 10  | 17 tháng 11 năm 2019 | Sân vận động Fadil Vokrri, Pristina, Kosovo             | Kosovo        | 3–0       | 4–0     | Vòng loại UEFA Euro 2020      |
| 11  | 11 tháng 10 năm 2020 | Sân vận động Wembley, London, Anh                       | Bỉ            | 1–1       | 2–1     | UEFA Nations League 2020–21   |
| 12  | 6 tháng 6 năm 2021   | Sân vận động Riverside, Middlesbrough, Anh              | România       | 1–0       | 1–0     | Giao hữu                      |
| 13  | 21 tháng 11 năm 2022 | Sân vận động Quốc tế Khalifa, Doha, Qatar               | Iran          | 5–1       | 6–2     | FIFA World Cup 2022           |
| 14  | 29 tháng 11 năm 2022 | Sân vận động Ahmed bin Ali, Al Rayyan, Qatar            | Wales         | 1–0       | 3–0     | FIFA World Cup 2022           |
| 15  | 29 tháng 11 năm 2022 | Sân vận động Ahmed bin Ali, Al Rayyan, Qatar            | Wales         | 3–0       | 3–0     | FIFA World Cup 2022           |
| 16  | 19 tháng 6 năm 2023  | Old Trafford, Manchester, Anh                           | Bắc Macedonia | 3–0       | 7–0     | Vòng loại UEFA Euro 2024      |
| 17  | 17 tháng 10 năm 2023 | Sân vận động Wembley, London, Anh                       | Ý             | 2–1       | 3–1     | Vòng loại UEFA Euro 2024      |

## Danh hiệu

### Câu lạc bộ

#### Manchester United
- FA Cup: 2015–16, 2023–24[111]
- EFL Cup: 2016–17, 2022–23
- FA Community Shield: 2016
- UEFA Europa League: 2016–17

### Quốc tế
- UEFA Euro: Á quân 2020
- UEFA Nations League: Hạng ba 2018–19

### Cá nhân
- Cầu thủ trẻ xuất sắc nhất năm của Manchester United: 2015–16
- Cầu thủ xuất sắc nhất tháng của Premier League: Tháng 1 năm 2019
- Cầu thủ xuất sắc nhất tháng do người ham mộ PFA bình chọn: Tháng 12 năm 2019[112]
- Giải thưởng Học viên tốt nghiệp xuất sắc nhất của Premier League: 2019–20[113]
- Giải thưởng Nhà vô địch Cộng đồng PFA: 2019–20[114]
- Đội hình tiêu biểu UEFA Europa League: 2019–20[115]
- Bàn thắng đẹp nhất mùa giải Manchester United: 2019–20[116]
- Giải thưởng PFA Merit: 2020[117]
- Giải thưởng tổ chức FIFA: 2020[118]
- Cầu thủ bóng đá xuất sắc nhất năm của The Guardian: 2020[119]
- Giải thưởng FWA Tribute: 2020[120]
- Vua phá lưới europa league: 2022-23

### Ngoài bóng đá
- Huân chương Đế quốc Anh: 2020[121]
- Tiến sĩ danh dự của Đại học Manchester: Tháng 7 năm 2020[122]
- Người vận động chiến dịch của năm: 2020 bởi GQ.[123]
- Vận động viên có hoạt động ngoài chuyên môn ý nghĩa nhất: 2020 do BBC.[124]

## Các kỷ lục
- Cầu thủ trẻ nhất của Manchester United ghi bàn trong trận đầu tiên đá chính tại Premier League: 18 tuổi 120 ngày.
- Cầu thủ trẻ tuổi nhất ghi bàn cho Manchester United ở mọi đấu trường châu Âu: 18 tuổi 117 ngày.
- Cầu thủ trẻ tuổi nhất ghi bàn ở các trận derby thành Manchester: 18 tuổi 141 ngày.
- Cầu thủ trẻ tuổi nhất ra sân 7 lần liên tiếp cho Manchester United.
- Cầu thủ trẻ tuổi nhất ghi bàn trong trận ra mắt Đội tuyển quốc gia Anh: 18 tuổi 208 ngày.